# Município de Bač
Bač é um ex-município localizado na atual Macedônia do Norte, criado em 1996, mas só deixou de existir em 2004, ao fundir-se com o município de Novaci.